# Myrmarachne uelensis
Myrmarachne uelensis là một loài nhện trong họ Salticidae.
Loài này thuộc chi Myrmarachne. Myrmarachne uelensis được Fred R. Wanless miêu tả năm 1978.